# Yōkaichiba (Chiba)
Yōkaichiba (八日市場市 Yōkaichiba-shi?) fue una ciudad localizada en Chiba, Japón.
A partir de 2003, la ciudad tiene una población de 32.534 y una densidad de 402,90 personas por km². La superficie total es de 80,75 km².
La ciudad fue fundada el 1 de julio de 1954 y fue disuelto el 23 de enero de 2006 cuando se fusionó con la ciudad de Nosaka para formar la nueva ciudad de Sōsa.
- Datos: Q2611155